# Encore (film, 1996)
Pour les articles homonymes, voir Encore.
Pour plus de détails, voir Fiche technique et Distribution.
Encore est un film français réalisé par Pascal Bonitzer, sorti en 1996.

## Synopsis
Séducteur malgré lui, un professeur de philosophie entretient des relations ambiguës avec ses étudiantes.

## Fiche technique
- Titre : Encore
- Réalisation : Pascal Bonitzer
- Scénario : Pascal Bonitzer
- Production : Claude Kunetz et Marc Piton
- Photo : Emmanuel Machuel
- Durée : 96 minutes

## Distribution
- Jackie Berroyer : Abel Vichac
- Valeria Bruni Tedeschi : Aliette
- Natacha Régnier : Catherine
- Hélène Fillières : Aurore
- Laurence Côte : Florence
- Michel Massé : Thomas
- Louis-Do de Lencquesaing : Bruno
- Fabrice Desplechin : Henri
- Meï Zhou : Lin Tong
- Eva Ionesco : Olga
- Pascal Bonitzer : Bergère
- Lou Castel : Le Vendeur du métro